# Faro di Europa Point
Il faro di Europa Point (Europa Point lighthouse in inglese,  faro de Punta de Europa in spagnolo), noto anche come faro di Gibilterra, è il faro posto sul promontorio di Europa Point, il punto più meridionale di Gibilterra, un territorio d'oltremare del Regno Unito. Situato al varco tra mar Mediterraneo ed oceano Atlantico, il faro serve come approdo e riferimento per le imbarcazioni che attraversano lo stretto di Gibilterra. Trovandosi sul territorio del Regno Unito, il faro è gestito dalla Trinity House, l'autorità generale britannica per i fari.

## Storia
Una legge del Parlamento britannico del 1838 affidò a Trinity House la responsabilità del faro di Gibilterra, la cui costruzione iniziò quello stesso anno per volontà del governatore di Gibilterra sir Alexander Woodford. Nel 1841 il faro venne ultimato e la prima luce fissa venne accesa, generata da una lampada ad olio con un solo stoppino amplificata da una lente diottrica fissa e specchi catadiottrici.
Nel 1864 fu installata una luce più efficiente, con un bruciatore "Chance Brothers" a quattro stoppini con una nuova lente; inoltre il faro fu dotato di uno schermo che colorava di rosso un settore della luce in direzione di Pearl Rock, un pericoloso gruppo di scogli appuntiti sul lato occidentale della baia di Gibilterra, per segnalarne il pericolo. Nel 1875 la sorgente luminosa venne ulteriormente migliorata, con un nuovo bruciatore a quattro stoppini ad olio minerale.
Nel 1894 venne nuovamente aumentata la potenza, installando un bruciatore "Douglas" a otto stoppini; inoltre venne aggiunto un sistema di occultamento e la "caratteristica" diventa così da luce fissa a intermittente. L'intensità del nuovo segnale luminoso era di 35000 candele; in concomitanza con l'aggiornamento della lanterna venne installato un segnale esplosivo da nebbia, che produceva due scoppi in rapida successione ogni cinque minuti: questi scoppi potevano essere uditi a distanza anche quando la nebbia avesse occultato il faro.

Nel 1905 venne installata una nuova sorgente luminosa (questa volta a gas) costituita da tre lampade "a mantello", un nuovo tipo di lampada inventato dallo scienziato austriaco Carl Auer von Welsbach nel 1887, nelle quali la luce è generata dall'incandescenza di una reticella di ossido di torio e riscaldata da un bruciatore ad acetilene.
Nel 1923 queste tre lampade furono di nuovo sostituite con un'unica lampada "Hood", sempre a mantello, con bruciatore a vapori di petrolio.
Tra il 1954 ed il 1956 si effettuarono modifiche sostanziali alla lanterna: la luce a petrolio venne sostituita da una elettrica, fu installato un nuovo sistema di lenti rotanti più potente. Al di sotto dell'ottica principale, un faro aggiuntivo di colore rosso viene puntato su Pearls Rock, in aggiunta al settore rosso della luce principale che già indicava questo pericolo. Per ospitare la nuova ottica, l'altezza della lanterna viene aumentata di 6 piedi (circa 2 metri).
Nel febbraio del 1994 venne ultimato il processo di automazione del faro: vengono automatizzati tutti i sistemi di aiuto alla navigazione (lanterna e segnale da nebbia), le fonti di energia, i sistemi antincendio ed antintrusione; tutti i dispositivi sono controllati a distanza da una centralina collegata tramite una normale linea telefonica con gli uffici portuali di Gibilterra, che sono aperti 24 ore al giorno. In questa occasione l'ottica fu mantenuta ma venne installato un dispositivo "cambia lampada" automatico a tre posizioni, che in caso di avaria alla lampada la sostituisce automaticamente con una nuova. L'avvisatore acustico da nebbia ad aria fu sostituito con un sistema elettrico installato sulla galleria della lanterna, che emette un suono direzionale con una frequenza di 500 Hz.

## Ottica
Attualmente il faro è dotato di una lampada ad incandescenza da 1500 Watt, 240 Volt, con dispositivo cambialampada automatico. L'ottica è catadiottrica di secondo ordine con distanza focale di 700 mm, che consente di ottenere un'intensita di 1070 candele per la luce bianca e di 208 candele per quella rossa.

## Nella cultura di massa
- Tradizionalmente, ogni anno gli operatori della Gibraltar Amateur Radio trasmettono dalla zona del faro.

## Galleria d'immagini

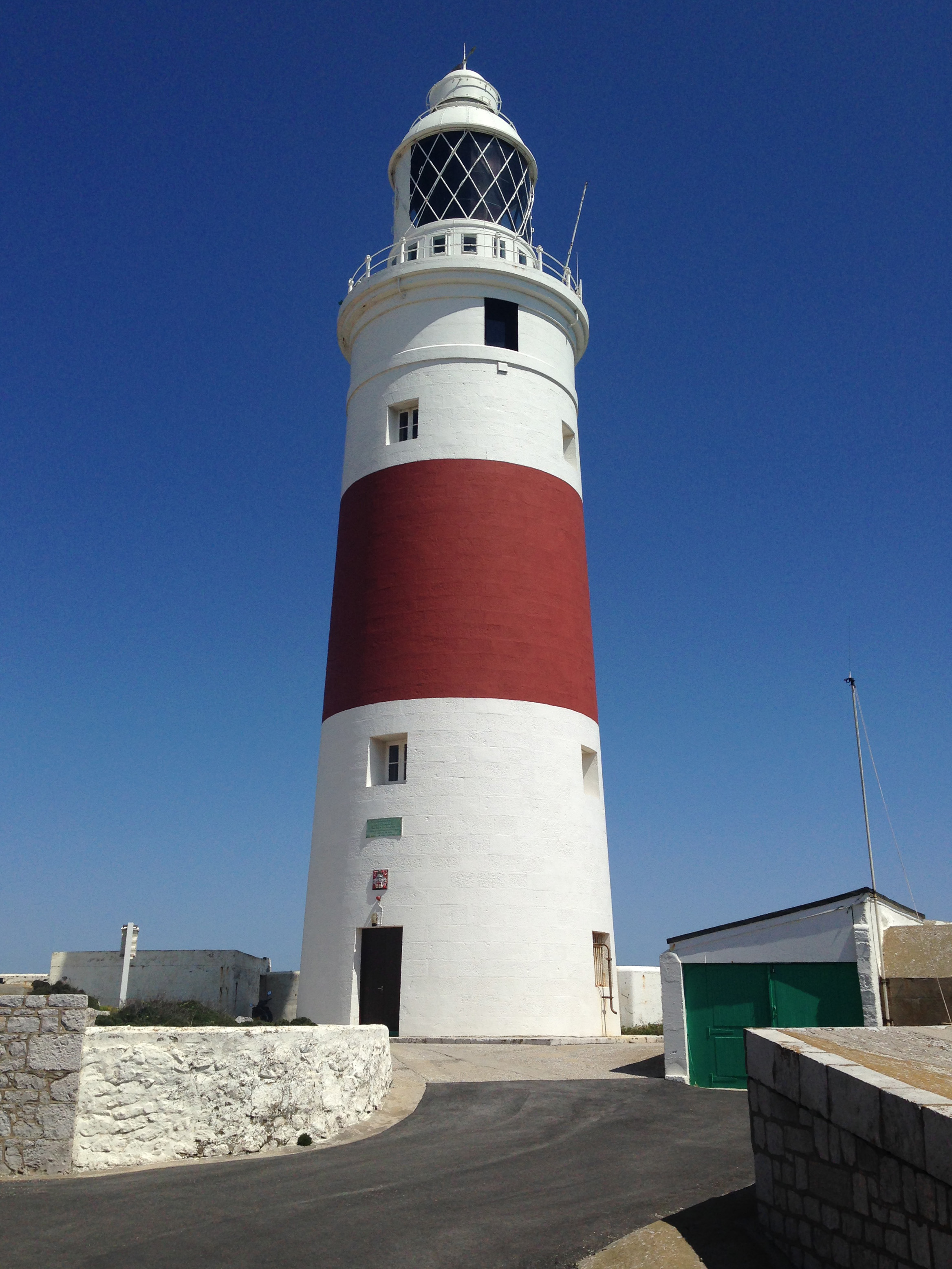
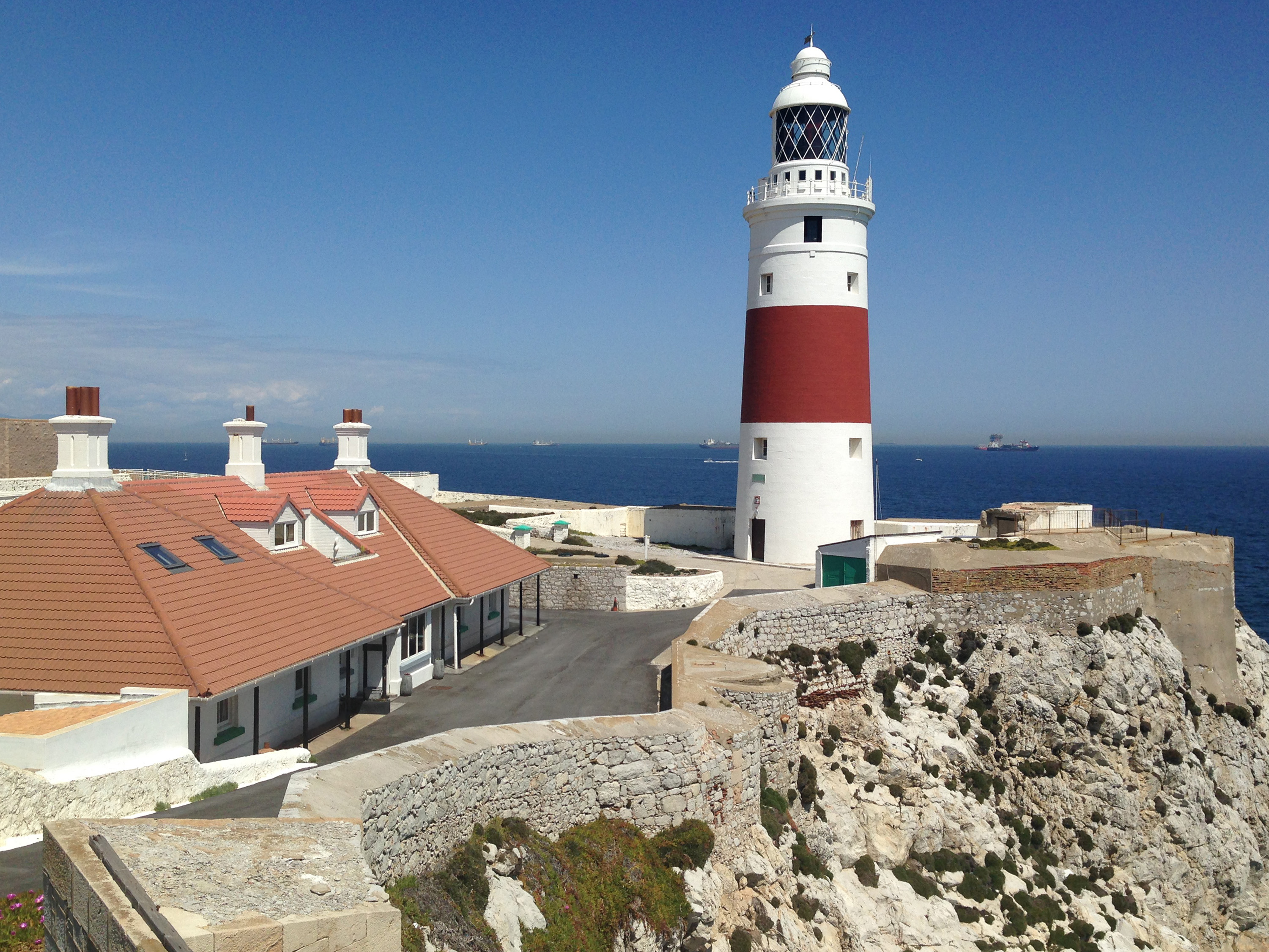
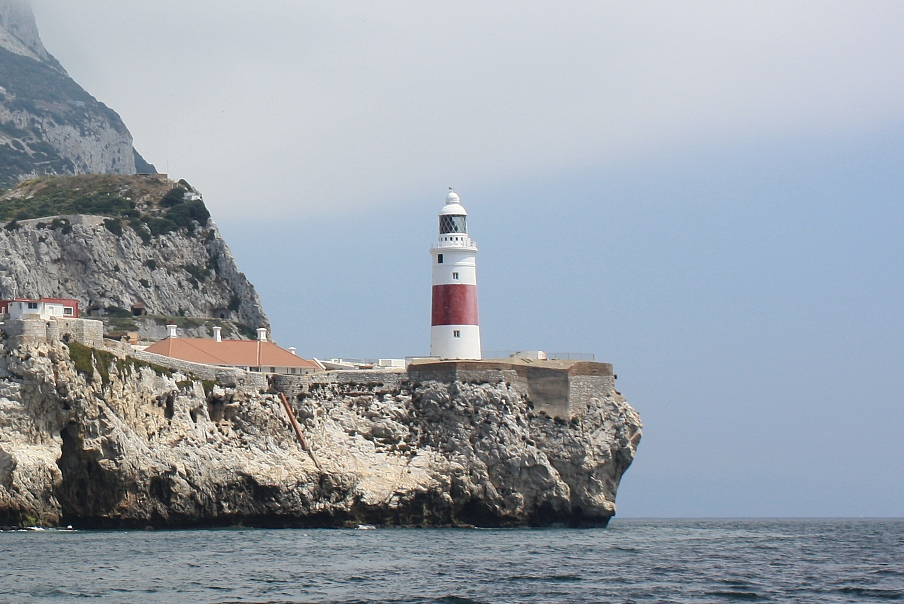
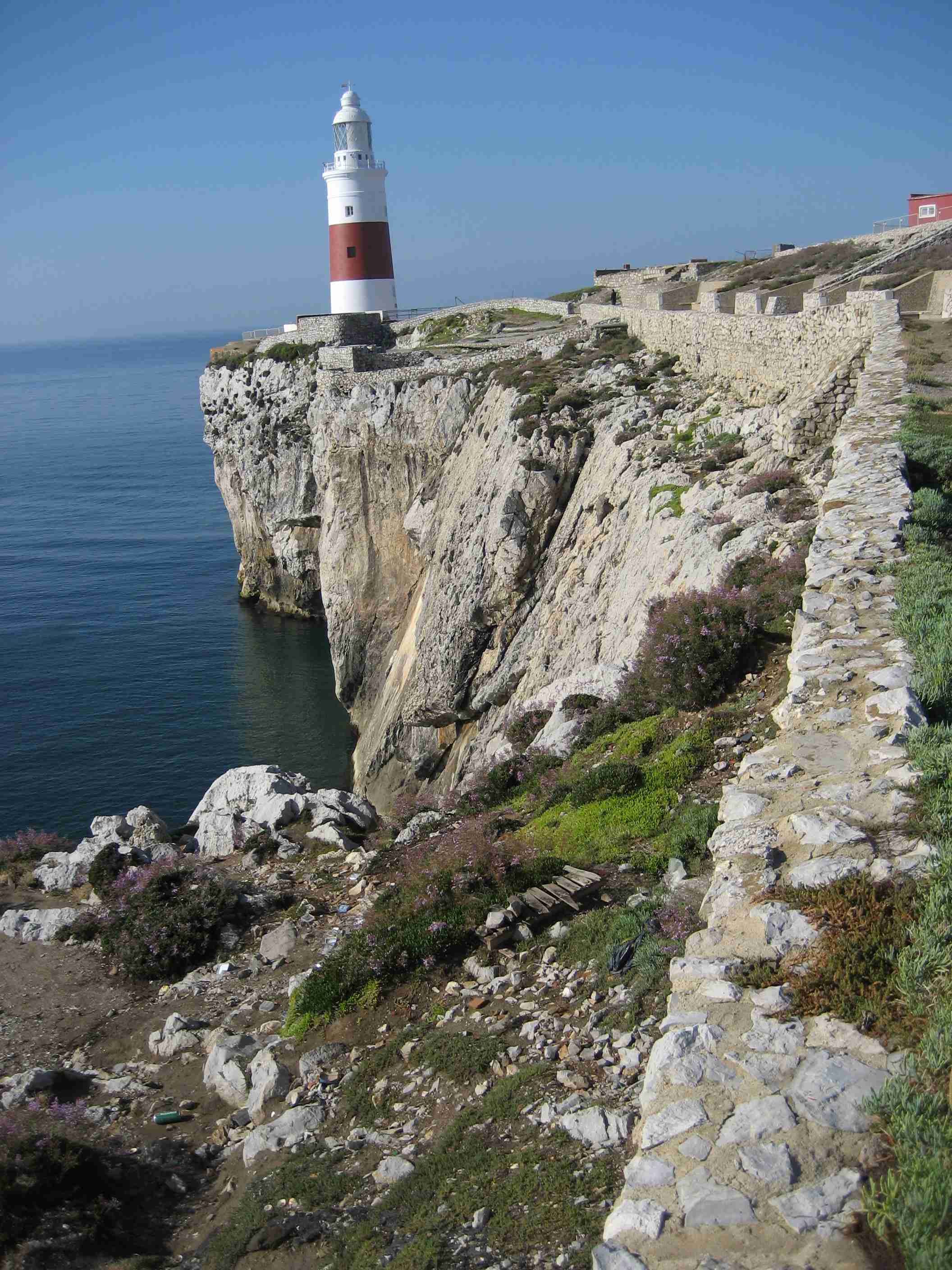